# Harry Forrester
Harry Lee Forrester (* 2. Januar 1991 in Milton Keynes) ist ein englischer Fußballspieler, der seit 2019 bei Orange County SC im USL Championship unter Vertrag steht.

## Karriere

### Verein
Harry Forrester wurde 1991 in Milton Keynes geboren. Er begann seine Karriere in der etwa 72 km von seinem Geburtsort entfernten Stadt London beim dort ansässigen FC Watford. Im Juli 2007 wechselte der 16-Jährige innerhalb der Jugend der Londoner zu Aston Villa. Für den Verein aus Birmingham spielte er drei Jahre in der Youth Academy. Im Januar 2008 unterschrieb der 17-Jährige seinen ersten Profivertrag bei Aston Villa. Zum Start in die Premier-League-Saison 2010/11 wurde er vom nordirischen Cheftrainer Martin O’Neill in die Profimannschaft aufgenommen. O’Neill trat allerdings noch vor dem 1. Spieltag zurück. Unter den späteren Nachfolgern Kevin MacDonald und Gérard Houllier kam er nicht zum Einsatz, sodass er von August 2010 bis Januar 2011 an den schottischen Erstligisten FC Kilmarnock verliehen wurde. Während seiner Leihe absolvierte Forrester seine ersten Profieinsätze. Nach seiner Rückkehr zu Aston Villa verließ er den Verein in der Sommerpause 2011. Der 20-Jährige, der auch von Ajax Amsterdam umworben war, unterschrieb im August 2011 einen Vertrag beim englischen Drittligisten FC Brentford. Für die Mannschaft des deutschen Trainers Uwe Rösler absolvierte er in den folgenden zwei Spielzeiten 69 Pflichtspiele. Im Juli 2013 wechselte Forrester zu den zweitklassigen Doncaster Rovers. Als Drittletzter in der Championship 2013/14 stieg er mit dem Verein in seiner ersten Saison ab. Forrester kam dabei allerdings nur zu sieben Ligaspieleinsätzen. In der Drittligasaison 2014/15 war er unter Paul Dickov Stammspieler. Den Stammplatz verlor er in der darauf folgenden Saison 2015/16 unter dem Interimstrainer Rob Jones und späteren neuen Manager Darren Ferguson. Forrester wechselte noch vor dem Ende der Saison, der für die Rovers mit dem zweiten Abstieg innerhalb von drei Jahren endete den Verein. Nach insgesamt 54 Ligaspielen wechselte Forrester nach Schottland zu den Glasgow Rangers. Bei den Rangers absolvierte er unter Mark Warburton in der restlichen Saison 2015/16, elf Spiele und traf dabei viermal. Die Saison beendete er mit den Rangers als Zweitligameister. Zudem gewann er mit den Rangers im April 2016 den Challenge Cup. Im Finale zog er sich einen Haarriss zu, womit die Saison für ihn vorzeitig beendet war. Zwei Tage nach seiner Verletzung wurde der bis zum Saisonende laufende Vertrag um drei Jahre verlängert. Im August 2017 wurde Forrester für die Saison 2017/18 an den englischen Drittligisten AFC Wimbledon verliehen. Im Juli 2018 wurde sein Vertrag in Glasgow aufgelöst  und er unterschrieb einen Zweijahresvertrag beim iranischen Fußballclub Tractor Sazi Täbris. Am 30. August 2018 wechselte Forrester nach zwei Einsätzen für Tractor auf Leihbasis  zum Tabriz-Rivalen Machine Sazi FC.  Am 18. Januar 2019 wurde bekannt gegeben, dass Forrester vor der Saison 2019 vom USL-Championship-Verein Orange County SC unter Vertrag genommen wurde.

### Nationalmannschaft
Harry Forrester spielte zwischen den Jahren 2006 und 2008 für die englischen Juniorenteams der U-16 und U-17.

## Erfolge
mit den Glasgow Rangers:
- Schottischer Zweitligameister: 2016
- Scottish League Challenge Cup: 2016